# Spant (bouwkunde)

houten steekspant:
A=zolderbalklaag, B=hanebalk of trekplaat, C=spantbeen, D=makelaar, G=muurplaat, H=nokgording

Het spant of dakspant heeft in de bouwkunde als functie het dragen van de dakconstructie, inclusief de daarop uitgeoefende belasting van dakbedekking, sneeuw, wind en dergelijke. Het brengt het totaal van deze krachten, inclusief het eigen gewicht verticaal over op de eronder aanwezige constructie van het gebouw. Meestal zijn dit dragende muren of een borstwering van een zolder waarop de muurplaat  zit verankerd.
Er bestaan meerdere vormen, zowel voor platte als hellende daken.
Voor een plat dak worden spanten toegepast voor de grotere overspanningen van fabriekshallen. Een  voorbeeld van zo een spant is het vakwerkspant bestaande uit een samenstel van horizontale en schuinlopende ribben van hout of staal.
Ook komen gelijmde (gelamineerde) houten spanten voor; hierbij is de ligger opgebouwd uit vele houten latten van foutloos hout, welke aan elkaar gelijmd worden.
Voor hellende daken komen verschillende vormen van spanten voor: hangspant, Verbeterd-Hollands spant, vakwerkspant, gelijmd spant en steekspant.
Bij schepen zorgen spanten voor het constructieve dwarsverband.